# ソリニャーノ
ソリニャーノ（伊: Solignano）は、イタリア共和国エミリア＝ロマーニャ州パルマ県にある、人口約1,700人の基礎自治体（コムーネ）。

## 地理

### 位置・広がり

#### 隣接コムーネ
隣接するコムーネは以下の通り。
- ベルチェート
- フォルノーヴォ・ディ・ターロ
- テレンツォ
- ヴァルモッツォラ
- ヴァラーノ・デ・メレガーリ
- ヴァルシ

### 気候分類・地震分類
ソリニャーノにおけるイタリアの気候分類 (it) および度日は、zona E, 2754 GGである。
また、イタリアの地震リスク階級 (it) では、zona 3 (sismicità bassa) に分類される。

## 行政

### 分離集落
ソリニャーノには、以下の分離集落（フラツィオーネ）がある。
- Barbieri, Boio, Bottioni, Canova, Carpadasco, Case Gabelli, Case Oppici, Castelcorniglio, Costa Pallavicino, Filippi, Fopla, Fosio, Marena, Massari, Masereto, Murolo, Oriano, Prelerna, Rubbiano, Specchio, Spiaggio

## 姉妹都市
- Grambois、フランス